# Massaker von Acerra
Die Massaker von Acerra ereigneten sich vom 1. bis 3. Oktober 1943 in der Stadt Acerra in Kampanien. Die Stadt liegt etwa 15 Kilometer nordöstlich von Neapel entfernt und gehört zur Metropolitanstadt Neapel. An dem Massaker beteiligt waren mehrere Einheiten der Fallschirm-Panzer-Division 1 Hermann Göring (Division Hermann Göring), wobei 84 Personen, darunter 7 Kinder und 14 Frauen, getötet wurden.

## Vorgeschichte
Als am 8. September 1943 der italienische Waffenstillstand mit den Alliierten verkündet wurde, wurde vom Oberkommando der Wehrmacht der Fall Achse ausgerufen und Italien von deutschen Truppen besetzt. Mit der Landung der alliierten Streitkräfte am 9. September 1943 in der Operation Avelanche auf dem italienischen Festland bei Salerno, begann die schrittweise deutsche Rückwärtsbewegung Richtung Norden. Neben dem Vormarsch der Alliierten wurde dabei der Widerstand unter der Zivilbevölkerung immer mehr zum Problem für die deutschen Truppen, auch deshalb weil er durch Zwangsrekrutierungen und Deportationen für den Arbeitseinsatz, Razzien gegen Widerstandskämpfer oder Sympathisanten angeheizt wurde. Ende September erhob sich in den sogenannten Vier Tagen von Neapel die Bevölkerung Neapels gegen die deutschen Besatzungstruppen. In einer Spirale der Gewalt kam es zu Plünderungen und Vergewaltigungen, worauf die Bevölkerung nicht nur in Neapel ihren Widerstand zu organisieren begann. Bei einer dieser Aktionen wurde Ende September auch in Acerra ein deutscher Soldat verletzt.

## Massaker
Die Wehrmacht antwortete darauf am Morgen des 1. Oktober 1943 mit einer Repressalie und steckte das historische Zentrum Acerras in Brand, wobei zahlreiche Menschen getötet wurden. Männer wurden gefangen genommen und auf den Marktplatz getrieben, um sie anschließend zu Arbeitseinsätzen zu deportieren. Die Interventionen des Bischofs, des Pfarrers und anderer Personen gegen die Maßnahmen des Militärs in der Stadt blieben erfolglos.
In der Stadt waren zwei Partisanengruppen aktiv, die am 2. Oktober 1943 ein Militärfahrzeug angriffen. Die Soldaten flohen. Danach baute die Bevölkerung Barrikaden auf, doch eine Nachhut des Militärs kam mit sieben Panzern und 50 Soldaten durch die Stadt und setzte das Morden fort. Das Militär feuerte nicht nur auf die Menge, die sich auf der Hauptstraße befand, sondern auch auf die Personen, die sich in den Innenhöfen und Häusern befanden. Dabei wurden zahlreiche Personen getötet, darunter auch ältere Menschen und Kinder. Unmittelbare Hinrichtungen fanden ebenso durch Pistolenschüsse in den Nacken oder Hinrichtungskommandos statt.
In einem Tagesrapport zum 2. Oktober 1943 meldete die Division Hermann Göring: „Zusammenstoß mit italienischen Banden in Acerra. Das Gebiet ist komplett zerstört und die Bewohner ausgerottet.“

## Militär
An dem Massaker beteiligt waren von der Division Hermann Göring das II. Bataillon des Panzer-Artillerie-Regiments, das IX. Bataillon des Flak-Panzer-Regiments und das I. Bataillon des Panzer-Grenadier-Regiment 2. Die Division Hermann Göring war formell der Luftwaffe zugeordnet. In der Division „Hermann Göring“ war die mittlere Führungsebene mit Offizieren besetzt, „die zuvor im Krieg gegen die Sowjetunion oder gar als Wachpersonal in Konzentrationslagern eingesetzt worden waren. Diese übertrugen die menschenverachtenden Methoden … bedenkenlos auf den Kampf …  auch gegen die Zivilbevölkerung und trieben die ihnen untergebenen Jungsoldaten häufig zu brutalen Massakern.“

## Strafverfolgung und Gedenken
Die zuständige Militärstaatsanwaltschaft von Neapel ging dem Massaker erstmals im Jahr 1999 mit einer Untersuchung nach, eine zweite Untersuchung folgte im Jahr 2013. Weitere Maßnahmen zur Strafverfolgung erfolgten danach nicht mehr (Stand 2019).
Der Stadt wurde im Jahr 1999 für den Widerstand im Zweiten Weltkrieg der italienische Medaglia d’oro al Merito Civile (Goldmedaille für zivile Tapferkeit) verliehen. Im Jahr 1976 wurde eine marmorne Stele in Erinnerung an die Opfer des Massakers errichtet und im Jahr 2012 eine Marmortafel am Rathaus der Stadt zur Ehrung der Opfer enthüllt.